# 穆特山
46°31′01″N 9°31′06″E / 46.51701°N 9.51846°E

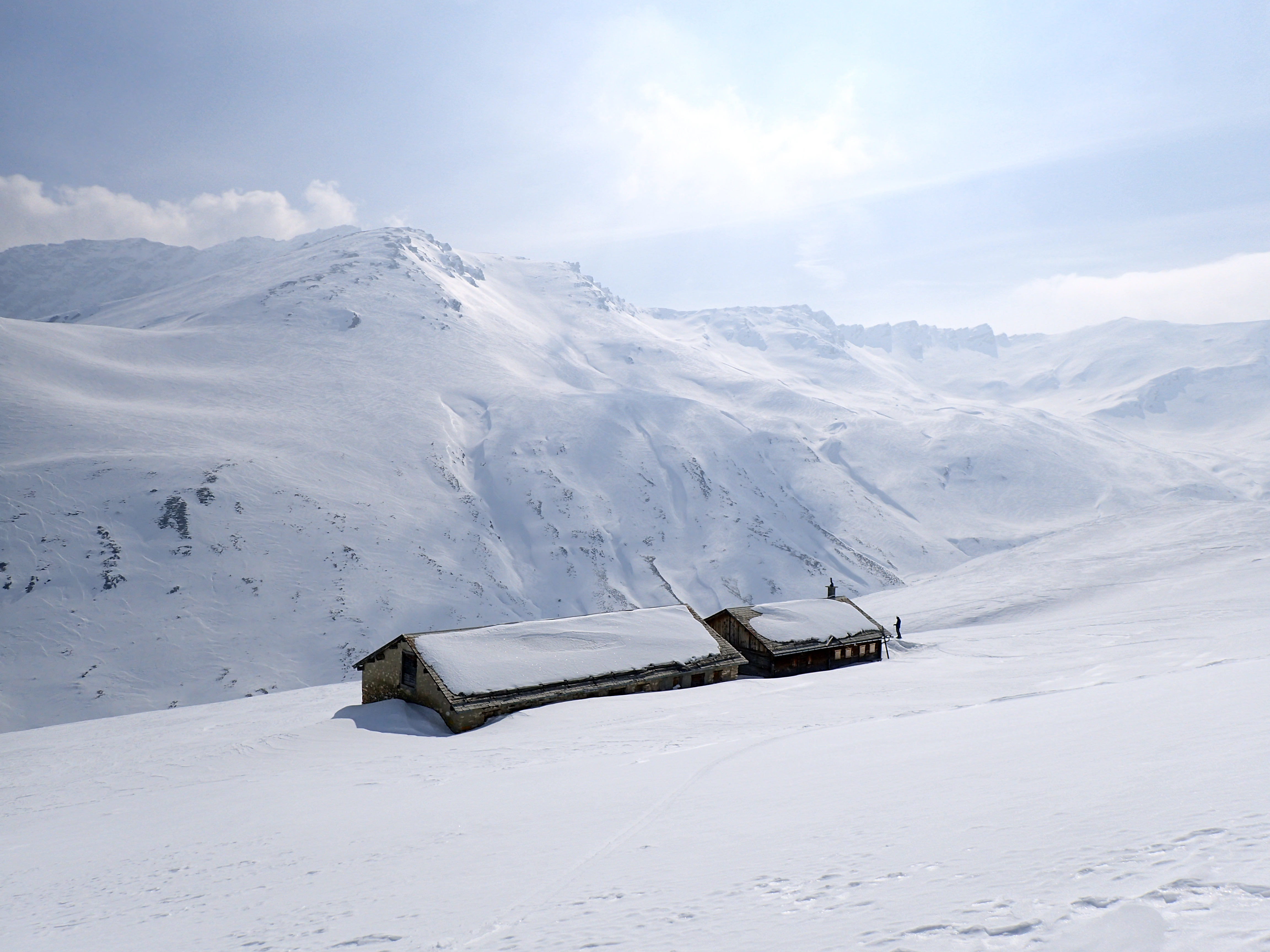

穆特山（Murter），是瑞士的山峰，位於該國東南部，由格勞賓登州負責管轄，屬於上哈爾布施泰因阿爾卑斯山脈的一部分，距離卡格尼爾峰1.6公里，海拔高度2,752米。